# Константин I
Флавий Валерий Аврелий Константин (на латински: Flavius Valerius Aurelius Constantinus), известен също като Константин I или Константин Велики, е римски император.
Провъзгласен за август от войските си в Британия през 306 година, той отстранява всички съперници за властта и управлява Римската империя (еднолично от 324 г.) до своята смърт през 337 година. Константин I Велики официално е признат за първия християнски римски император. Заслуга на Константин е налагането и спазването на Миланския едикт на толерантността през 313 г., с който се слага край на институционализираното преследване на християните в империята.
Византийският литургичен календар, използван от Източноправославната църква и източнокатолическите църкви с византийски обред, почита Константин и неговата майка Елена като светци на 21 май. Въпреки че той не е включен в списъка със светци на Латинската църква, която почита няколко други мъченици за християнската вяра с името Константин, той е удостоен с титлата „Велики“ за своите приноси към християнството.
През 324 година Константин обявява решението си да превърне Византион в Нов Рим и на 11 май 330 г. официално провъзгласява града за новата столица на Римската империя. Градът е преименуван на Константинопол (от гръцки език: Κωνσταντινούπολις – Градът на Константин) и след смъртта на Константин през 337 г. остава столица на Византийската империя за повече от хиляда години.

## Ранен живот и възкачване
Константин е роден в Наисус (днешен Ниш, Сърбия) в римската провинция Мизия на 27 февруари 272 (274, 280 или 282 г.), като син на римския военачалник Констанций Хлор и първата му съпруга Елена. Дъщеря на ханджия, тя има изключително важно влияние в живота на сина си.
През 292 г. съгласно новата държавна система на Тетрархията, Констанций Хлор е избран за младши съуправител на империята с ранг цезар, заедно с Галерий, по решение на старшите императори Диоклециан и Максимиан. Поради това Констанций е принуден да напусне Елена, майката на Константин, за да се ожени за Флавия Максимиана Теодора, дъщеря (или доведена дъщеря) на западноримския август Максимиан. Години по-късно, след смъртта на баща си, Константин I напълно реабилитира своята майка Елена като „августа, майка на цезар“. Теодора ражда шест деца, полубратя и полусестри на Константин, включително Юлий Констанций.
Младият Константин получава военно образование, започва да говори свободно гръцки език и се увлича по философията. След назначаването на баща му за единия от двамата цезари в Тетрархията през 293 г. Константин служи в двора на Диоклециан в Никомедия. Там той се отличава със силата и ловкостта си, и постепенно става много популярен.

### Издигане на власт
През 305 г. и двамата августи, Диоклециан и Максимиан, абдикират и Констанций Хлор приема от Максимиан поста западен август. Въпреки че са налице двама легитимни синове на императори (Константин и Максенций, синът на Максимиан), и двамата са пренебрегнати при предаването на властта. Вместо това източният август Галерий назначава за цезари Флавий Валерий Север и Максимин Дая. Галерий изисква Константин да остане при него като заложник и подмолно се опитва да го убие. През 306 г. Константин напуска с хитрост Никомидия, за да се присъедини към баща си в Галия. Констанций обаче се разболява по време на експедицията срещу пиктите в Каледония и умира на 25 юли 306 г. в Еборак (Йорк). Там военачалникът от алемански произход Хрок и войските, верни на Констанций, незабавно провъзгласяват Константин за август.
Съгласно правилата на Тетрархията включването на Константин във властта е политически акт с несигурна легитимност. Докато Констанций Хлор като август е можел да създаде нов цезар, Константиновите (или по-точно тези на войските му) претенции към титлата август игнорират системата на наследяване, установена през 305 г. Константин иска от Галерий да бъде признат за наследник на бащиния си трон, но Галерий му дава само титлата цезар и повишава Флавий Север в август на Запада. Но това е достатъчно, за да утвърди властта на Константин над териториите, управлявани от неговия баща.

## Император на Запада
Константиновият дял от империята тогава включва Британия и Галия, германските погранични провинции, Рейнски лимес. Той стои начело на една от най-големите римски войски, разположена по дължината на важната рейнска граница. Галия е един от сравнително богатите региони на империята, който обаче пострадва силно по време на Кризата от ІІІ век. Много райони са обезлюдени, а градовете – разрушени. По време на престоя си в Галия от 306 до 316 г., Константин продължава усилията на баща си за подсигуряване на рейнската граница и възстановяване на галските провинции. Главната му резиденция по това време е Трир.
Веднага след повишаването му в император, Константин приключва британската кампания на Констанций Хлор и се връща в Галия, за да потуши бунта на франките. Друга експедиция срещу франкските племена следва през 308 г. След победата си над франките той започва да строи мост над Рейн при Колония Агрипина, за да установи постоянно укрепление на десния бряг на реката. Нова кампания през 310 г. се налага да бъде изоставена, поради бунта на Максимиан, описан по-долу. Последната война на Константин на рейнската граница става през 313 г., след завръщането му от Италия, в която той отново е победител. В крайна сметка е сключен мир с франките и те стават римски федерати.
Константин успява да постигне стабилност чрез незабавни, често брутални наказателни експедиции срещу бунтуващите се племена, пренасяйки военните действия на тяхната страна от рейнската граница. Повечето от пленените варвари са избивани на арените в игри за забавление на народа. Стратегията се оказва успешна и рейнската граница остава сравнително спокойна през управлението на Константин.

### Междуособици и край на Тетрархията
При разразилите се вътрешни конфликти в Тетрархията Константин предпочита да остане неутрален спрямо другите страни. През 307 г. августът Максимиан (завърнал се на политическата сцена след абдикацията си през 305 г.) посещава Константин, за да получи подкрепа във войната, която водят той и сина му Максенций срещу Флавий Север и Галерий. Константин се оженва за дъщерята на Максимиан – Фауста, за да затвърди съюза и е повишен от Максимиан в август. Въпреки това Константин не се намесва активно във войната на страната на Максимиан в Италия.
През 307 г. Флавий Север е победен и отстранен, а Италия, Испания и Северна Африка вече са под управлението на Максенций, който обаче няма желание да дели властта с баща си Максимиан. Максимиан се завръща при зет си Константин в Галия през 308 г., след като не е успял да свали от трона сина си. По-късно същата година на конференцията в Карнунт между оттеглилия се Диоклециан, августа Галерий и Максимиан, последният е принуден да абдикира повторно, а Константин е понижен отново до положението на младши цезар, като му е и присъдено и формалното звание filis augustorum (син на августите), заедно с цезара Максимин Дая.
През 309 г. Максимиан се опитва да дойде на власт за трети път и въстава срещу своя зет, докато Константин води кампания срещу франките по Рейнската граница. Бунтът е бързо потушен и Максимиан е убит или принуден да се самоубие в Марсилия. Константин и Максимин Дая са разочаровани от понижаването им в цезар и назначаването на Лициний за август, и впоследствие се обявяват против това решение, самообявявайки се за августи, което в крайна сметка е потвърдено от Галерий в 310 г., след което империята официално има четирима августи. В 311 г. Галерий, последният владетел с достатъчно авторитет, заинтересован от продължаването на тетрархията, умира и системата бързо се разпада. В последвалата борба за власт Константин се съюзява с Лициний, докато Максимин Дая се обръща към Максенций, който все още официално е считан за узурпатор.

### Победа над Максенций
В началото на 312 г. Константин преминава Алпите със своята армия и напада Максенций. Той бързо завладява Северна Италия с победи при Турин (Торино) и Верона, след което тръгва към Рим. Там той побеждава Максенций в легендарната битка при Милвийския мост на 28 октомври 312 г., в резултат на което става август или император на цялата Западна римска империя.
Преди тази епична битка Константин кара войниците си да сложат на своите щитове това, което според християните е символа лабарум, въпреки че сред историците има противоречия относно това дали този символ има изцяло християнски, древен езически (соларен) или астрономически произход. Смята се, че лабарумът и свързаното с него мото „С този знак ще победиш“ (In hoc signo vinces) са се явили като видение на Константин при Сакса Рубра и са вдъхновили преминаването му към християнството.
Влизайки в Рим, Константин се разправя с привържениците на Максенций, но се въздържа от масови чистки. Все пак дава на Сената да разбере, че за него той не представлява никакъв фактор. Едно от първите му действия е окончателно да разформирова преторианската гвардия, останала от миналото. Най-късно оттогава датира неговата политика в интерес на християните – израз на което е превръщането на т.нар. базилика на Максенций и Константин в един от първите официални храмове на християнството. На победителя са присъдени всички отличия и след като празнува триумф и построява в своя чест Арка на Константин, той напуска бившата столица. През следващите години Константин постепенно консолидира военното си превъзходство над своите съперници в разпадащата се тетрархия.

### Милански едикт (313 г.)
През 313 г. Константин се среща с Лициний в Медиолан, за да затвърдят съюза си чрез брака между Лициний и Константиновата полусестра Констанция. По време на тази среща императорите издават прочутия Милански едикт (или Медиолански едикт), с който официално се прокламира търпимост към християнството в Империята. Срещата е прекъсната, когато Лициний научава, че съперникът му Максимин Дая е преминал Босфора и е нахлул на негова територия. Лициний заминава на изток и побеждава Максимин при Адрианопол, поемайки контрола над цялата източна част на империята.

### Войни с Лициний
Константин и Лициний остават единствени владетели на Империята и не след дълго Константин започва война срещу Лициний, като на 8 октомври 314 г. му нанася поражение в битката при Цибале, завземайки Панония, Дардания, Мизия и Македония. По същото време (ок. 315) се налага те съвместно да отблъснат нападенията на сармати, готи и карпи по Дунав.
Лициний и Константин се сблъскват отново в края на 316 година, когато Константин настъпва по Виа Милитарис и се установява във Филипопол, а Лициний и цезарът Валент събират войски при Адрианопол. Константин побеждава в последвалата битка при Мардия, след което двамата императори сключват мирно споразумение. Според него синовете на Константин Крисп и Константин II, както и синът на Лициний – Лициний II, са назначени за цезари.
През 320 г. Лициний се отмята от религиозната свобода, прокламирана с Миланския едикт през 313 г., и започва ново гонение на християните. Това е провокация спрямо Константин, водеща до поредната гражданска война на Балканите през 324 г. Лициний, подпомогнат от готски наемници, олицетворява миналото и античната езическа вяра. Войските на Константин, включващи франкски федерати, маршируват под християнския знак на лабарума, като и двете страни виждат борбата от религиозна гледна точка. Най-вероятно по-малобройна, но подтиквана от своята ревност, армията на Константин побеждава в битките при Адрианопол, Хелеспонта и Хрисополис.
С разгрома и отстраняването на Лициний година по-късно, когато той е обвинен в заговор и е екзекутиран, Константин I става единствен император и най-после успява да наложи властта си над цялата Римска империя.

## Константин и християнството
Константин е може би най-известен с това, че е първият християнски римски император. Неговото управление е повратна точка за християнската Църква. През 313 г. Константин обявява толерантност към християнството чрез Медиоланския едикт, който премахва наказанията за изповядване на християнството (вследствие на които мнозина стават мъченици в предходните гонения на християни) и възвръща конфискуваната църковна собственост. Въпреки че подобен едикт е издаден през 311 г. от Галерий, тогава август от тетрархията, дългото управление на Константин, покръстването и покровителството над Църквата променят статуса на християнството в империята.
Учените спорят относно това дали Константин е приел християнството от своята майка Елена на младини или го е приемал постепенно в течение на живота си. Константин е на над четиридесетгодишна възраст, когато най-накрая се обявява за християнин. Пишейки до християни, Константин дава да се разбере, че той дължи успехите си единствено на закрилата на Всевишния християнски Бог. По време на своето управление Константин подкрепя финансово Църквата, строи разнообразни базилики, дава привилегии (например освобождаване от определени данъци) на духовенството, назначава християни на високи постове и възвръща собственост, конфискувана по време на Голямото гонение при Диоклециан. Най-известните му строителни проекти включват Църквата на Божи гроб и старата базилика „Свети Петър“.
Управлението на Константин установява прецедент по отношение на позицията на християнския император в Църквата. Константин смята себе си за отговорен пред Господ за духовното здраве на своите подчинени и поддържането на правата вяра за свой дълг. За Константин императорът не определя доктрината – това е задължение на епископите – неговата роля е да прилага доктрината, да изкорени ереста и да поддържа църковно единство. Императорът осигурява правилното почитане на Господ в империята си, докато в какво се състои правилното почитане определя Църквата.
През 316 г. Константин е съдия в един диспут в Северна Африка и заклеймява ереста на донатизма. През 325 той свиква събор в Никея, който е всъщност първият Вселенски събор (ако не се взима предвид Съборът в Йерусалим), който заклеймява арианството и формулира доктрината за Светата Троица такава, каквато я познаваме днес. Съборът в Никея по традиция бележи края на Раннохристиянската ера.
Според изчисленията по времето на Константин около десет процента от населението на Рим са християни, като този процент е дори още по-значителен при военните.

## Реформи

### Дворът и подчинените на Константин
Реформатор, у когото не остава нито капка от традиционния римски консерватизъм, Константин напълно възприема и налага новите принципи на Домината, въведени от Диоклециан. Като пълновластен господар, той съсредоточава в ръцете си абсолютна власт, на фона на която някога славното сенатско съсловие присъства просто като допълнителна декорация. При Константин и повечето от наследниците му оттук нататък се спазват всички ритуали на сложния дворцов церемониал, типичен за източните монархии. В такава среда логично процъфтяват интриги и сплетни. Заобиколен от ориенталски разкош, сред свита от евнуси и раболепни придворни, императорът заменя лавровия венец със скъпоценна диадема, изисква поклони до земята, а официалното обръщение към него е „Доминус“.
Константин цени изтънчеността и християнството, и в двора му има възрастни, уважавани и почитани мъже. Видни римски фамилии, които отказват да приемат християнството, биват лишавани от възможност за придобиване на власт, въпреки че две трети от правителството не са християни.
„Константин маха статуята си от езическите храмове. Поправянето на езическите храмове, които западат заради него, е забранено. Тези средства са давани на покровителстваното християнско духовенство. Агресивни форми на религиозно почитане, били те християнски или езически, са забранени. При основаването на Константинопол през 330 г. е изпълнена церемония, която е полуезическа и полухристиянска, а на пазара Христовият Кръст е поставен над колесницата на слънчевия бог. Също така има пеене на химни.“

### Основаването на Новия Рим
Падението на Лициний олицетворява отминаването на стария Рим и началото на ролята на Източната Римска империя като център на образованието, просперитета и опазването на културата. Тъй като Рим е твърде далеч от границите на империята, изискващи честото присъствие на владетеля, новото седалище трябва да има стратегическо положение. Това е причина императорът да избере за нова столица един неголям град.
Константин построява наново град Византион, преименувайки го на Нови Рим (Novае Roma), като в чест на събитието в 330 г. издава специални възпоменателни монети. С пари от конфискуването на езическо имущество там са издигнати много нови обществени сгради: християнски храмове, Стени на Константин, Форум на Константин, Двореца Дафне, колосалната статуя на Константин и други. Пренесени са произведения на изкуството от Рим и други градове. Новият Рим има сенат и градски служби, подобни на тези в Рим. Новият град е закрилян от (предполагаемия) Свети кръст, тоягата на Мойсей и други свети реликви, въпреки че една камея, сега намираща се в Ермитажа, показва Константин, коронован от богинята Тюхе. Фигурите на старите богове са заменяни и често асимилирани в християнската символика. На мястото на храм на Афродита е построена новата църква на „Светите апостоли“. Поколения по-късно се разказва история, според която божествено видение довело Константин на това място и един ангел, който никой друг не можел да види, го развел на обиколка по новите стени. След смъртта му, столицата е преименувана на Константинопол – „Градът на Константин“.

### Късни години
Последните години от Константиновото управление не са добре документирани. През 326 г., по време на посещението му в Рим по случай двадесетгодишнината от възкачването си, Константин осъжда и екзекутира най-големия си син Крисп, вярвайки на обвиненията, че Крисп е имал афера с Фауста, втората съпруга на Константин. Няколко месеца по-късно той убива и Фауста като несъмнения източник на лъжливите обвинения.
Римляните успешно воюват с вестготите през 332 г. в Мизия и също там побеждават сарматите през 334 г. В резултат е отвоювана по-голямата част от отдавна загубената провинция Дакия, която Аврелиан е принуден да изостави през 271 г., въпреки че там продължавали да живеят римски поданици. Победените готи стават римски федерати и защитават Дунавската граница от вандалите. Тогава е потушен и един незначителен бунт в Кипър. В 336 г. Константин празнува тридесетгодишнината на управлението си. Във времето преди смъртта си, той планира голяма експедиция, с която да сложи край на набезите на Персийската империя в християнското царство Армения.
Евсевий съобщава, че Константин е покръстен съвсем скоро преди смъртта си през 337 г. Той отишъл от столицата в близък курорт с минерални бани, за да използва водите му, след което отишъл в града на майка си – Хеленопол, където се помолил в голямата църква, построена в чест на апостол Лука. С това той последвал един обичай от онова време, който отлагал кръщението за старини или за смъртта. Според Йероним изборът на Константин паднал върху епископ Евсевий Никомидийски. След смъртта му тялото му било пренесено в Константинопол и погребано в църквата на „Светите апостоли“.
Константин Велики е наследен от тримата си сина, родени от Фауста, цезарите Константин II, Констанций II и Констанс. Известен брой роднини са премахнати от сцената на събитията от привърженици на Констанций. Той също така има две дъщери, Константина и Елена, съпруга на император Юлиан.

### Идеология и иконография на Константин
Монетите, сечени за императори, често разкриват детайли от личната им иконография. През ранния период от управлението на Константин езически богове като Марс, а след това (от 310 г.) Аполон и Сол Инвиктус, често присъстват на реверса на монетите. Марс се асоциира с Тетрархията. Тази символика служи, за да се наблегне на легитимността на Константиновото управление.
След скъсването на отношенията му със стария колега на баща му Максимиан през 309 – 310 г., Константин започва да претендира, че има легитимен произход от императора от третото столетие Марк Аврелий Клавдий Готски, героя от битката при Наисус. „Historia Augusta“ от 4 век съобщава, че бабата на Константин по бащина линия – Клавдия, е дъщеря на Крисп, като Крисп е споменат като брат на Клавдий II и Квинтил. Историците обаче подозират, че това е генеалогична фалшификация, имаща за цел да се възвеличае Константин.
Клавдий II Готски претендира за божествена закрила от Аполон-Sol Invictus. Константин също пропангандира връзка между себе си и Sol Invictus, последното божество, появявало се на неговите монети. Реверсите на неговите монети са доминирани за няколко години от неговия „спътник, непобедимото Слънце“ – надписите гласят SOLI INVICTO COMITI. Изображението представя Аполон със слънчев ореол, подобен на Хелиос и държащ глобус в ръцете си.
През 20-те години на 4 век самият Константин е изобразяван с ореол. Също така има монети, изобразяващи Аполон, каращ слънчевата колесница, върху щит, който Константин държи. Елементи от тази асоциация остават дори след прочутото преминаване на Константин към християнството през 312 г. От там нататък в имперската иконография започва да присъства християнската символика, в някои случаи неясна. На монета от 312 г. например са изобразени хи и ро, първите две букви от името на Христос на гръцки, върху шлем, носен от Константин.
Продължение на иконографския прецедент може да бъде видяно в по-голямото око на портрета върху монетата (вдясно). Това предполага по-фундаментална промяна в официалните изображения. Водейки началото си от късния трети век, портретите започват да стават по-малко реалистични и по-схематични. От първостепенно значение е императорът като господар, а не определеният индивид. Най-общите характеристики на неговия стил са широката челюст и прилепналата брадичка. Големите втренчени очи ще заемат все по-видно място с напредването на четвъртото столетие, например сребърните монети от ранния 5 век на Теодосий I.
- Фолис на Константин I с изображение на бог Марс, ок. 308 г.
- Фолис на Константин I с изображение на Сол Инвиктус
- Монета на Константин I, с изображение на лабарум

## Наследството на Константин
Константин Велики е несъмнено една от най-важните личности в римската и световната история, но неговата истинска същност остава загадка. Често е идеализиран от про-християнските автори като просветен и набожен монарх, чиито далновидно избран политически курс не само спасява империята от разпадане, но и определя бъдещото развитие на европейската цивилизация в следващите хилядолетия. Той е забележителен и със своите военни победи и политически постижения: освен че обединява империята под властта на един император, той печели всички войни с външните врагове и вътрешните съперници. Според по-критични оценки Константин е безскрупулен демагог, обсебен от идеята за собственото си превъзходство, и жесток деспот, действащ импулсивно и по внушение на приближените. Гибън отбелязва, че Константин е един героичен новатор, когото абсолютната власт покварява и деградира до тиранин.
Константин се смята за първия византийски император (според друг възглед Теодосий Велики), а също така Свещената Римска империя го причислява към най-почитаните фигури в своята история. Както на Изток, така и на Запад, императори понякога са приветствани като „Новият Константин“. Повечето раннохристиянски църкви почитат Константин като светец. На Изток той понякога е наричан и „13-ият апостол“ (isapostolos).

### Константиновото правно наследство
Константин прокарва закони, с които прави професиите на месарите и пекарите наследствени и, което е по-важно, поддържа превръщането на наемни фермери (coloni) в крепостници – полагайки основите на европейското общество през Средните векове.
Законите на Константин в много отношения подобряват законите на предшествениците му, въпреки че те са също така отражение на неговото по-бурно време. Някои примери:
- За пръв път момичетата не могат да бъдат отвличани (това може би всъщност се отнася до пристаналите, които са считани са отвлечени, защото момичетата не могат законно да се съгласяват на приставане).
- Смъртно наказание чака всеки, който събира данъци над упълномощената сума.
- Затворникът повече да не бъде държан в пълна тъмнина.
- На осъден човек е позволено да умре на арената, но той не може да бъде жигосван по „неземно красивото“ му лице, а само по краката (защото Бог създаде човека по Свой образ).
- На робини дойки или придружителки, заловени, че са допуснали момичетата, за които отговарят, да бъдат прелъстени, ще бъде излято разтопено олово в гърлата.
- Гладиаторските игри се премахват през 325, въпреки че това има малък реален ефект.
- Правата на господаря на роба са ограничени, но робът все още може да бъде бит до смърт.
- Разпъването на кръст е премахнато, но е заменено с обесване.
- Великден може да бъде празнуван публично.
- Неделята е обявен за ден за почивка, на който на тържищата е забранено да работят, а обществените служби са затворени (освен ако не става въпрос за освобождаване на роби); въпреки това няма никакви ограничения за земеделието (с което се занимава мнозинството от населението).[7][24]

### Константин и евреите
Константин взима законодателни мерки по отношение на евреите: забранява им се да притежават роби християни, както и да обрязват своите роби. Преминаването на християни към юдаизма се забранява. Забранени са събиранията за религиозни служби, но на евреите е позволено да влизат в Йерусалим на Тиша бе Ав, годишнината от разрушаването на Храма. Константин също така издейства на първия Никейски събор забраната да се празнува Великден в деня преди еврейската Пасха (nisan xiv), т.нар. Квартордециманизъм, виж също Спорове около Великден.

### Константин и Сердика
Император Константин често е употребявал израза „Сердика е моят Рим“ станело ли дума за днешната българска столица София. Построяването на най-старата църква в града „Св. София“ едва ли е станало без неговото одобрение и подкрепа.

### Легенди и Константиновият дар
По-късно във времето историческите факти постепенно се забулват в легенди. Схващането, че Константин е покръстен едва на смъртния си одър и то от епископ със съмнително православие, започва да става неуместно и се ражда легендата, че папа Силвестър I (314 – 335 г.) е излекувал езическия император от проказа и след това Константин се покръстил и дарил сгради на папата. През 8 век за пръв път се появява документ, наречен „Константинов дар“, според който току-що преминалият към християнството Константин дава светското управлението на Рим, Италия и Западния свят в ръцете на папата. През Същинското Средновековие този документ е използван като основа на папската светска власт, въпреки че е отхвърлен като фалшификат от император Отон III и оплакан като корен на папските светски интриги от поета Данте Алигиери. Филологът от 15 век Лоренцо Вала доказва, че документът наистина е фалшификат.

### Константин вHistoriaна Галфрид Монмутски
Поради славата си и своето провъзгласяване за император на Британия, Константин по-късно е считан и за британски владетел. През 11 век английският писател Галфрид Монмутски издава труд с измислено от него съдържание, озаглавен Historia Regum Britanniae, в който той разказва предполагаемата история на британците и техните крале от Троянската война, крал Артур и англосаксонското нашествие. В този труд Годфрид твърди, че майката на Константин – Елена, всъщност е дъщеря на „крал Кол“, митичния крал на британците и основател на Камулодунум. Дъщеря на крал Кол преди това не фигурира в мита или поне сведението не се е запазило при писането, така че това родословие вероятно е дало отражение върху желанието на Годфрид да създаде непрекъсната линия на кралско потекло. Според Годфрид е неправилно да се смята, че един владетел може да има незнатни предци. Монмутски казва също, че в Йорк, Константин е провъзгласен за „крал на британците“, а не за римски император.
Краят на Тетрархията и възходът на Константин:
| |                 | Западна Римска империя | Западна Римска империя | Източна Римска империя | Източна Римска империя |
| Периоди | Периоди         | Август                 | Цезар                  | Август                 | Цезар                  |
| --- | --------------- | ---------------------- | ---------------------- | ---------------------- | ---------------------- |
| |                 |                        |                        |                        |                        |
| 293 – 305 |                 | Максимиан              | Констанций Хлор        | Диоклециан             | Галерий                |
| 305 – 306 | Констанций Хлор | Флавий Север           | Галерий                | Максимин Дая           |                        |
| 306 – 307 | Флавий Север    | Константин             | Галерий                | Максимин Дая           |                        |
| 307/308 – 311 | Максенций       | Константин             | Галерий                | Максимин Дая           |                        |
| 310 – 311 | *               | Константин             | Лициний                | Максимин Дая           |                        |
| 311 – 313 | Максенций       | Константин             | Лициний                | Максимин Дая           |                        |
| 313 – 324 | Константин      | Константин             | Лициний                | Лициний                |                        |
| 324 – 337 | Константин      | Константин             | Константин             | Константин             |                        |
| * В този период има петима Августи и нито един цезар. Областта на Галерий е разделена между Лициний и Максимин Дая. |                 |                        |                        |                        |                        |